# 오세아니아 (1984)
오세아니아(영어: Oceania)는 조지 오웰의 소설 《1984》에 나오는 가공의 국가이다. 주인공 윈스턴 스미스가 거주하는 제1공대 (Airstrip one, 현실의 대영제국과 아일랜드)가 속한 국가체이기도 하다. 지도자는 빅브라더이며, 집권당은 영사이다. 영사는 '영국 사회주의'의 준말로, 사회 구성원의 약 2%인 내부당원과 13%의 외부당원이 소속되어있다. 소설 내 서술에 의하면 제2차 세계대전 직후 미국이 대영제국과 남아메리카를 합병하였다는 암시가 드러나있다. 그러나 정치 체제는 1980년대 미국과는 다르게 폐쇄적인 독재정치, 즉 파시즘으로 분류된다. 이러한 서술을 봤을 때 오세아니아는 소련과 나치 독일로부터 영감을 얻은 것으로 보인다.

## 역사
정부의 정보 통제로 인해서 자세한 내막은 알 수 없으나, 정황상으로 봤을 때 제2차 세계 대전 이후 미국이 영국과 영연방, 남아메리카를 흡수한 것으로 보인다. 주인공 윈스턴 스미스는 유년기였던 1950년대 콜체스터에 거주하였는데, 콜체스터에 핵폭격이 쏟아지자 지하철로 피신하였다. 이때 같이 피난온 한 노인이 "그놈들을 믿지 말아야했다."라면서 중얼대는 것이 윈스턴 스미스의 기억으로 짧게 언급된다. 이를 봤을때, 1950년대 소련이 유럽을 합병하면서 영국도 같이 핵폭격을 했는데 전면적 공격을 우려한 미국이 방어하지 않았고 이로 인해 영국이 폐허가 되어 미국이 흡수했거나, 혹은 미국이 직접 영국을 공격해 항복시켰거나 둘 중 하나가 정설로 굳어졌다. 미국은 1950년대 영국 합병 이후 영연방 국가(캐나다, 오세아니아, 뉴질랜드, 아일랜드, 남아프리카 공화국, 로디지아)를 합병하고, 남아메리카 지역까지 흡수해 북미-남미-오세아니아-남아프리카-영국에 이어지는 거대한 판도를 마련하였다.
1950년대 파시스트화된 미국은 자신들의 지배를 공고히 하기 위해 각종 수단을 생각해내는데, 그것은 철저한 국민 감시와 대숙청이었다. 이오시프 스탈린의 대숙청에서 모티브를 얻은 듯한 1950년대의 대숙청은, 미국의 영국 합병(당의 입을 빌리자면 혁명) 전의 역사를 기억하는 사람들을 모두 제거하기 위해서 일어났다. 이때 윈스턴 스미스의 부모님과 여동생이 살해되었고 수많은 지식인, 노동자, 정치인들이 수용소에서 사망했다. 숙청되지 않은 일반 대중들은 당의 우민화 정책을 통해 그때의 기억을 잊게 만들었다. 2부에서도 윈스턴 스미스가 나이가 늙은 한 노인에게 혁명 전의 일을 물어봤으나, 노인은 별로 중요하지 않은 일만 알려주고 나머지는 기억이 안난다고 일러두었다. 골드슈타인은 이 사건 이후 자신의 저서에서 빅브라더와 당이 전체주의적이라며 비판하였고, 언론 자유와 민주화를 주장하였으나 빅브라더에 의해 축출되었다. 골드슈타인의 책에서 동아시아가 언급되는것으로 봐서 골드슈타인은 약 1960년대 중반쯤에 축출된 것으로 추정된다. 이 외에도 1973년 혹은 1975년 사이 당의 고위 관료 4명이 축출된 숙청 사건도 있었다. 
1980년, 소설의 시점으로부터 4년 전에 오세아니아는 동아시아와 전쟁을 하였으나 이내 동아시아와 동맹을 맺고 유라시아를 공격하였다. 이러한 사실을 당은 은폐하고 언제나 동아시아와 동맹관계였다는듯이 발표하고 있다. 동아시아와의 관계는 윈스턴 스미스가 오세아니아 정부 체제에 결정적 의심을 갖게하는 중요한 역할을 한다. 소설 중반부에서 잠깐 동아시아와 전쟁을 벌였으나 이내 화해하였다.

## 지리
소설 내 서술에 의하면, 오세아니아는 북아메리카와 남아메리카, 오세아니아와 아프리카 대륙 남부를 차지하고있다. 그러나 2부에서 또다른 주인공 줄리아에 의해 당의 은폐로 브리튼 섬을 제외한 모든 지역이 핵전쟁으로 멸망한 것이 아니냐는 의혹이 나오기도 하였다. 소설에서 중화인민공화국 또는 장제스 치하의 중화민국이 모티브가 된 동아시아는 막대한 인구로, 소비에트 연방이 모티브가 된 유라시아는 정신력으로 유지가 된다면, 오세아니아는 넓은 영토로 유지된다고 나온다. 
소설속 무대가 되는 제1공대 런던은 오세아니아에서 가장 큰 도시이다. 가장 큰 도시는 당대회가 열렸다고 서술되는 뉴욕 혹은 현실 세계에서 인구가 가장 많은 멕시코 시티 등으로 추정된다. 수도는 명시되어있지 않으나 정황상 뉴욕 혹은 각종 거대 관공서들이 있는 런던이 수도 역할을 하는 것으로 보인다. 
1984년 오세아니아는 유라시아와 전쟁을 치르고 있다. 소설 후반부에서 평화부(신어로 평부)의 발표에 따르면, 유라시아군을 전멸시키거나 포로로 잡은 뒤 중부/북부 아프리카를 모두 장악했다고 서술되나, 이 역시 평화부가 거짓된 진실을 발표하는 것인지, 혹은 진짜로 유라시아를 패퇴시켰는지는 알 수 없다. 2부에서 홍차가 자주 유통되는것으로 보아 인도 남부를 점령한 것으로 보여진다. 그러나, 이들 지역에 대한 지배는 일시적이며 한 지역을 탈환하였다 하더라도 유라시아 혹은 동아시아에 의해 다시 지역을 빼앗기기도 한다.

## 정치

### 오세아니아의 사회 구조
주인공 윈스턴 스미스는 오세아니아의 제1공대에 속한 런던에 거주하는 외부 당원이다. 오세아니아는 영사의 일당 독재 체제로 실체가 모호한 빅브라더(大兄, Big Brother)가 최고지도자로 군림하고 있다. 오세아니아의 사회 구조는 2%의 내부 당원(Inner Party)과 13%가량의 외부 당원(Outer Party), 그리고 85%의 무산층(Proles, 프롤레타리아를 줄여 만든 신어)로 이루어져 있다 이들은 각기 다른 직업에 종사하고 계급에 따른 대우 또한 다르다. 내부 당원은 국가의 관료로서 각종 의사 결정에 참여하고, 외부 당원은 하위 공무원으로서 각종 실무를 담당한다. 무산층은 각종 노동에 종사한다. 내부 당원에게는 보다 고급스런 배급품이 지급되나 그 형편이 넉넉하지는 않다. 외부 당원은 늘 배급품 부족에 시달리고 질낮은 음식을 배급받는다. 무산층은 자유 시장을 통해 생필품을 거래하고 배급은 없다. 영사는 당원은 철두 철미하게 감시하고 통제하면서 무산층은 빈곤과 무지에 시달리게 함으로써 지배력을 유지한다.
당의 공공기관은 런던에서 가장 눈에 띄는 건물로 높이 300미터의 거대한 빌딩이다. 당의 부서로는 보도·연예·교육 및 예술을 관장하는 진리부(Ministry of Truth)(신어로 진부), 전쟁을 관장하는 평화부(Ministry of Peace)(신어로 평부), 법과 질서를 유지하며 사상범죄를 포함한 모든 범죄를 관리하는 애정부(Ministry of Love)(신어로 애부), 경제문제를 책임지는 풍요부(Ministry of Plenty)(신어로 풍부)가 있다. 주인공은 진리성 산하의 기록관리국에서 근무한다. 부서의 명칭은 영사의 이데올로기인 이중사고에 따라 지어진 것으로 실재 하는 업무는 부서의 명칭과는 정반대이다. 진리성은 모든 사실을 날조 조작하고 그 산하의 기록관리국은 끊임 없이 과거의 언론 보도 내용을 조작한다. 평화성이 실재로 하는 일은 전쟁이며, 애정부가 하는 일은 근거 없는 감금과 고문, 살인이다. 풍요성은 끊임없이 조작된 경제 통계를 발표하며 성장률을 자랑하지만 실재 경제사정은 나날이 나빠져간다.

### 영사
영사(Ingsoc, 영국 사회주의 - English socialism 의 신어)는 오세아니아의 절대 권력이자 이데올로기로 대형을 정점으로 하는 전체주의 체제이다. 영사는 이중사고를 통해 당원과 국가를 통제한다. 영사의 이중사고는 슬로건을 통해 극명하게 드러나는데 "전쟁은 평화", "자유는 예속", "무지는 힘"이 그것이다. 대립적인 개념을 하나의 상황 속에서 동시에 사고하게 만드는 이러한 이데올로기는 개인의 판단을 무력화시킨다. 소설 속의 당에 대한 저항 이론가 골드슈타인은 당의 이러한 이데올로기가 전쟁 없이는 당의 평화가 유지될 수 없다는 점에서 문자 그대로 진의(眞意)라고 지적한다.
당의 정책은 시시 때때로 변하며 경제 예측은 늘 빗나가고 적국 역시 아무런 이유도 없이 유라시아에서 동아시아로, 다시 동아시아에서 유라시아로 바뀐다. 그러나, 영사의 이데올로기에서 당은 무오류이기 때문에 바뀌어야 할 것은 당의 정책이 아니라 과거의 기록이 된다. 당은 "과거를 지배하는 자가 미래를 지배하고, 현재를 지배하는 자가 과거를 지배한다"는 강령으로 이러한 정책을 정당화한다. 한편, 당원들은 이중사고에 세뇌되어 당의 이러한 행동을 적극 옹호하거나 최소한 판단 능력을 상실하게 된다. 조지 오웰의 이러한 통찰은 기록물이 갖는 힘에 대한 경고로 읽힌다. 마치 잔 다르크에 대한 역사는 되풀이하여 씌여지며 마녀에서 성녀로 뒤바뀔 수 있다는 것이다. 이 때 잔 다르크의 역사는 과거의 진실을 구축하는 것이 아니라 현재적 현상을 만들어내는 시뮬라시옹이 되어 버리고 만다.
영사는 사회 구성원의 끊임 없는 상호 감시와 고발을 의무화하고 당 스스로도 당원 개개인을 감시한다. 또한, 성욕이나 개인적 욕망을 극도로 절제하도록 강요하여 전체주의적인 통치를 강화한다. 영사는 사람들의 사고 폭을 좁히고 단순화하기 위해 새로운 언어인 신어(Newspeak)를 고안한다. 신어는 기존의 영어인 구어(Oldspeak)에서 어휘를 줄이고 뜻을 단순화하여 당에 대해 불순한 사고 자체를 불가능하게 만드는 것을 목표로 하고 있다. 당이 신어의 사용을 보급하는 가장 큰 목적은 사고의 단순화이다. 단어의 의미를 제한하여 사고의 폭도 제한하겠다는 것이다. 조지 오웰이 부록에서 예를 든 것과 같이 free에 더 이상 자유라는 개념이 포함되지 않으며 단순히 없다는 뜻만이 남게 된다면, 그 사용 역시 "The dog is free from lice"(그 개는 이가 없다)와 같은 때에만 쓰이게 된다. 소설 속에서 주인공과 같은 아파트에 사는 신어 사전을 편찬하는 외부 당원은 자유라는 말에 자유의 의미가 없어지면 "자유는 예속"이라는 당의 슬로건도 바뀌어야 할 것이라고 말한다. 주인공은 그가 곧 "증발"할 것이라고 예감한다.
"증발"은 영사의 공식적인 정책이 아니다. 그것은 아무도 말하지 않는 것이지만 늘 일어나는 일이다. 특정인이 영사의 지침에 반한다고 판단되면 사상 경찰(思想警察, Thought Police)이 체포하며 그 뒤로는 어떻게 되는 지 아무도 알 수 없지만 결국 죽임을 당한 것으로 예측된다. 당국은 이렇게 죽은 사람을 "무인"(無人, unperson)이라고 칭하고, 기록관리국은 무인의 모든 기록을 말살한다. 말 그대로 존재한 적이 없는 사람이 되는 것이다.

## 경제
소설속 임마누엘 골트슈타인의 책에 따르면 가장 경제적 풍요를 누리고있는 내부당원들도 헬기나 개인 비서를 제외하곤 실제 2차대전 전의 중산층의 생활과 별반 다른것은 없다. 내부 당원도 고기나 와인 등 희귀품을 가끔 먹을 정도로 오세아니아의 경제 상황은 빈약한 전시 경제의 모습을 보이며, 이 모습은 태평양 전쟁 시기 일본제국을 참고한 것으로 보여진다. 외부 당원은 나머지 일반 노동자에 비해서는 맨션 등 나은 당의 경제적 혜택을 받지만 그럼에도 1980년대 영국 빈곤층보다도 빈약한 경제적 생활을 하고 있다. 1부에서 외부당원의 생활을 묘사한 부분을 찾으면 다음과 같다.
- 외부당원 거주용 맨션은 아주 낡아서 벽지가 다 떨어져나갔으며, 엘리베이터는 작동되지 않음.
- 자주 수도관이 터지거나 창문이 깨지는 등 사고 발생.
- 맨션에 대해서 수리를 받을수는 있으나, 보통 몇달 혹은 몇년을 기다려야 수리를 받을 수 있음.
- 빵은 나무처럼 딱딱하고 스튜 속의 고기는 고기라고 부를수 없을정도로 흐물거림.
- 승리주라는 술이 등장하나, 중국의 화주처럼 독하고 양이 적음.
- 설탕 배급이 부족한지 사카린으로 설탕 배급을 대신함.
- 담배 승리연은 제조기술이 빈약해 곧추 세우면 내용물이 모두 빠져나옴.
- 커피, 홍차 등 고급 기호식품이 없거나 부족함.
- 면도날같은 일상생활에 꼭 필요한 물품도 부족해, 암시장이 활성화됨.
- 경제 담당부인 풍요부(신어로 풍부)에서 초콜릿 배급을 40g에서 20g으로 늘었다고 발표.

이것은 전체 15%의 인구를 차지하는 당원에 국한된 일이며, 나머지 85%의 노동자계급(당에서는 이들을 프롤레타리아트의 약자인 프롤이라고 부른다)은 외부당원들보다도 더욱 빈곤한, 마치 인도의 불가족천민들같은 처참한 생활을 하고있다. 1부 후반 ~ 2부 초반에서 묘사되는 바에 따르면, 런던에서는 당원들이 사는 맨션을 제외하고는 유라시아 공군의 폭격으로 발생한 크레이터 혹은 85%의 프롤들이 형성한 판자촌 뿐이라고 한다. 지속되는 적군의 폭격에 의하여 제대로 된 주택 생활은 생각할수도 없으며 그나마 상황이 괜찮은 집도 침대에 이가 득실거린다는 빈곤한 모습으로 자주 등장한다.

## 대외관계

### 유라시아
소련이 모티브가 된 유라시아와는 전쟁을 지속하는 사이 나쁜 관계이다. 일각은 소련이 모티브가 된 유라시아와 미국을 계승한 오세아니아가 전쟁하는 것을 냉전에 대한 오웰의 예측이라고도 보기도 한다. 유라시아와는 전쟁을 하면서 밀고 밀리는 관계로 묘사된다. 1부에서 나오는 뉴스에 따르면, 주요 전선은 중부 아프리카와 인도, 그중에서도 특히 말라바르 쪽의 전선이 치열하다고 한다. 2부의 묘사를 봤을 때 오세아니아는 유라시아를 밀어내고 말라바르를 획득한 것 같으며, 특히 3부에서는 중부 아프리카에서 유라시아군을 몰살시켰다고 한다.

### 동아시아
동아시아와는 동맹 관계이지만 4년전까지는 서로 전쟁을 하던 관계였다. 모종의 이유로 인해 현재는 두 나라가 동맹을 맺고 유라시아에 맞서 싸우고있다.